# Diana de restricción
Una diana (o blanco) de restricción es la secuencia de ADN reconocida por una enzima con actividad hidrolasa específica, llamada enzima de restricción, que es capaz de hidrolizar dicho polímero dependientemente de la secuencia nucleotídica y del grado de modificación de aquel, como puede ser su nivel de metilación.
Existen multitud de dianas de restricción, si bien suelen tener en común el ser palíndromos. Su corte puede producir extremos cohesivos o romos; ambos casos pueden usarse para obtener recombinantes por ligación en ingeniería genética. Se utilizarán distintos tipos de ligasas según el tipo de extremo disponible. En el caso de que se quiera unir un extremo romo con uno cohesivo, se suele degradar el extremo cohesivo para hacerlo romo. El criterio de elección del blanco de restricción suele estar ligado tanto a la disponibilidad de enzimas de restricción como a las necesidades propias de la estrategia de clonación que se esté utilizando.